# Wanne-Eickel
Wanne-Eickel was een kreisfreie Stadt in de Duitse deelstaat Noordrijn-Westfalen. Op 1 januari 1975 werd Wanne-Eickel een stadsdistrict van Herne. De status kreisfrei verkreeg Wanne-Eickel in 1926 als Stadtkreis en sinds 1955 was het een Großstadt. Het voormalige kenteken startte met WAN. Sinds 2012 weer in de hele stad verkrijgbaar (Kennzeichenliberalisierung).
Wanne-Eickel ontstond in 1926 nadat de gemeenten Wanne (40.000 inwoners), Eickel (35.000) en Röhlinghausen (15.000 inwoners) werden samengevoegd.

## Geboren
- Heinz Stuy (1945), Nederlands voetballer
- Claudia Losch (1960), kogelstootster
- Thorsten Kinhöfer (1968), voetbalscheidsrechter